# دموکراسی الکترونیکی مشارکتی

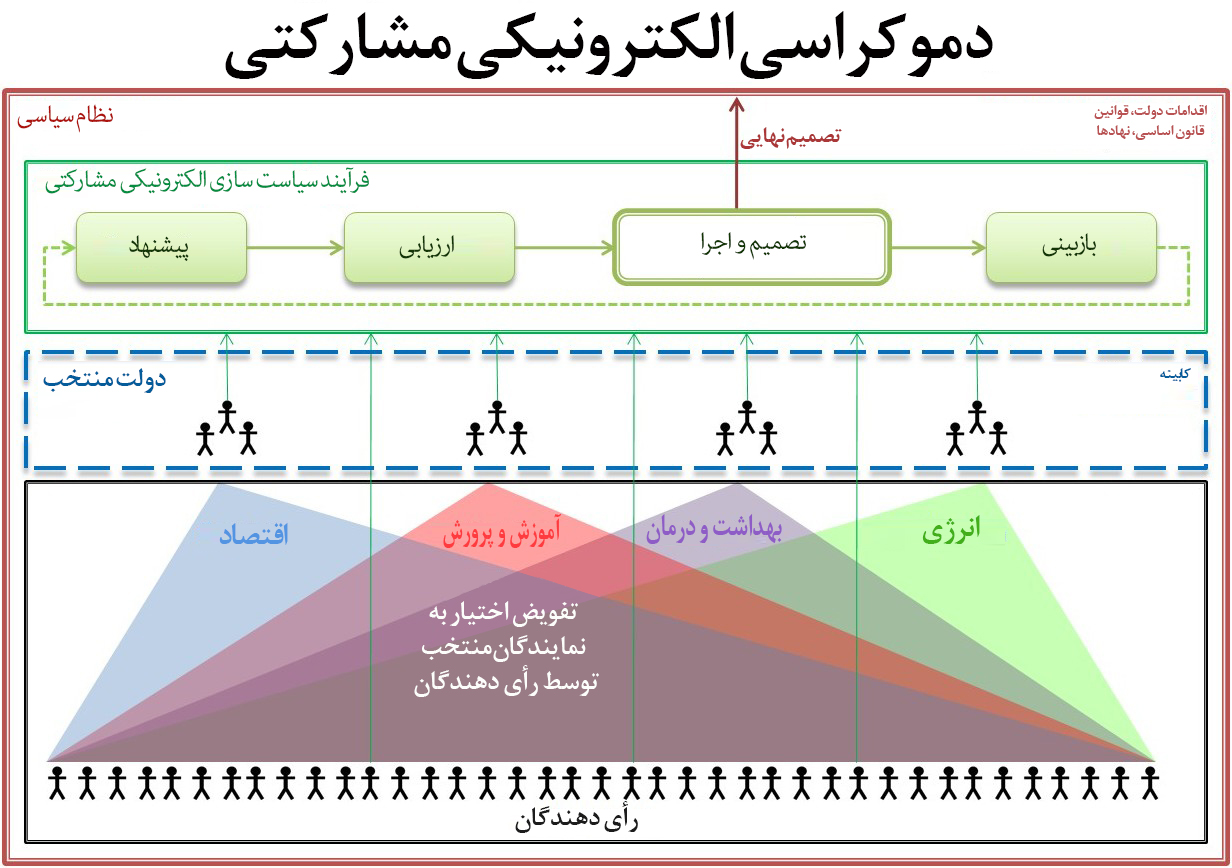
در یک دموکراسی الکترونیکی مشارکتی، هر شهروند در فرایند سیاستگذاری مشارکت می‌کند، چه به صورت غیر مستقیم - از طریق تفویض اختیار به نمایندگان منتخب برای رأی دادن به نمایندگی از آن‌ها در حوزه‌های مختلف سیاستگذاری، یا به صورت مستقیم - با رأی دادن به یک موضوع خاص.

دموکراسی الکترونیکی-مشارکتی یا اَبَر دموکراسی (Collaborative e-democracy)، مفهومی است دموکراتیک که ویژگی‌های کلیدی دموکراسی مستقیم، دموکراسی نیابتی ودموکراسی الکترونیکی را در کنار هم قرار می‌دهد.
اَبَر دموکراسی به یک نظام سیاسی بازمی‌گردد که در آن نقش آفرینان انتفاعی (سیاستمداران، احزاب سیاسی، کابینه دولت، پارلمان و …) و نقش آفرینان غیرانتفاعی (سازمان‌های مردم نهاد (NGOs)، لابی‌های سیاسی، انجمن‌های محلی، شهروندان و …) در توسعه قوانین و سیاستهای عمومی مشارکت می‌کنند.
فرایند این سیاست‌گذاری مشارکتی بر پایه یک شبکه اجتماعی دولتی میسر می‌شود که در آن همه شهروندان عضویت دارند.
هنگامی که ضابطین دولت منتخب (آنهایی که توسط آراء عمومی انتخاب شده‌اند)، در حال اجرای قوانین و انجام فرایند سیاستگذاری در سطح کلان کشور می‌باشند، شهروندان با رأی خود نظراتشان را دربارهٔ تک تک قوانین و تصمیمات اخذ شده توسط این ضابطین اعلام می‌کنند. بعلاوه، شهروندان قادر خواهند بود تا سیاست‌های پیشنهادی خود را در حوزه مورد نظرشان پیشنهاد دهند و بدینوسیله فرایندهای جدید سیاست‌گذاری را بنیان نهند.
سیاستهایی که به صورت مشارکتی تهیه شده‌اند به تناسب به عنوان رأی و عقیدهٔ بخش عمده‌ای از شهروندان در نظر گرفته خواهد شد.
بنابراین این سیاست‌ها می‌توانند عادلانه تر، پایدارتر و ساده‌تر برای پیاده‌سازی و بکارگیری باشند.